# Valea Racilor
Valea Racilor – wieś w Rumunii, w okręgu Gorj, w gminie Negomir. W 2011 roku liczyła 123 mieszkańców.